# Xyalaspis

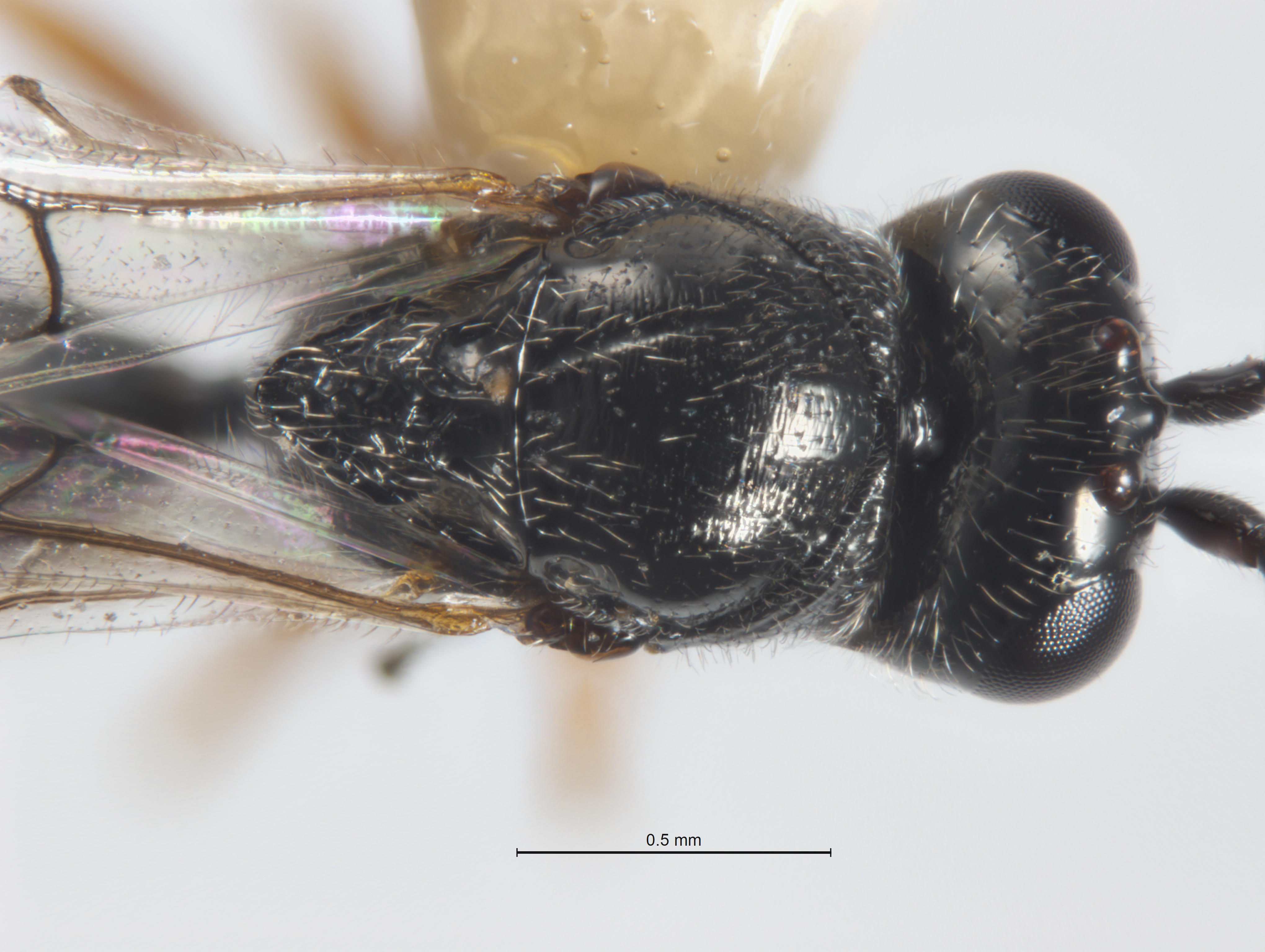
Xyalaspis spp.

Xyalaspis (лат.) — род мелких перепончатокрылых наездников подсемейства Anacharitinae из семейства Figitidae. Эндопаразитоиды.

## Распространение
Повсеместно: Голарктика, Неотропика, Юго-Восточная Азия, Австралазия, Афротропика.

## Описание
Мелкие перепончатокрылые, длиной несколько миллиметров.   Брюшко с 2 крупными видными тергитами. Паразитоиды личинок сетчатокрылых насекомых (Hemerobiidae и Chrysopidae, Neuroptera).

## Классификация
Включены в состав подсемейства Anacharitinae, где близки к родам Acanthaegilopsis и Aegilips.
- X. aberrans  Mata-Casanova, Selfa & Pujade-Villar, 2014
- X. alveolata  Mata-Casanova, Selfa & Pujade-Villar, 2014
- X. arapahoe  Mata-Casanova, Selfa & Pujade-Villar, 2014
- X. armata (Giraud, 1860)
- X. atamiensis  Ashmead, 1904
- X. capensis  (Kieffer)
- X. dominicana  Mata-Casanova & Pujade-Villar, 2015
- X. esbelta  Mata-Casanova & Pujade-Villar, 2014
- X. flavipes  Ashmead, 1896
- X. hirsuta Mata-Casanova, Selfa & Pujade-Villar, 2014
- X. hyalina  Belizin
- X. laevigata Hartig, 1843
- X. lituricis  Belizin
- X. mellipes  (Provancher)
- X. microstyla  Kieffer, 1907
- X. muzencaba  Mata-Casanova & Pujade-Villar, 2015
- X. orientalis  Mata-Casanova & Pujade-Villar, 2014
- X. osceola  (Ashmead)
- X. petiolata Kieffer, 1901
- X. pilosa Mata-Casanova, Selfa & Pujade-Villar, 2014
- X. pseudolaevigata  Mata-Casanova & Pujade-Villar, 2015
- X. ribesi  Mata-Casanova & Pujade Villar, 2015
- X. rugosa  Hartig, 1843
- X. spinigera (Reinhard, 1860)
- X. subsaharica  Mata-Casanova & Pujade-Villar, 2014
- X. subulifera (Thomson, 1862)
- X. victoriensis  New, 1979
- Другие виды